# Eacles barnesi
Eacles barnesi là một loài bướm đêm thuộc họ Saturniidae. Nó được tìm thấy ở Nam Mỹ, bao gồm French Guyana, Brasil và Peru.